# Organización territorial de Sudán del Sur
Sudán del Sur es una república independiente, proclamada como tal en julio de 2011. De acuerdo a la constitución provisional de Sudán del Sur, el país está integrado por 10 estados federales y dos áreas administrativas especiales; cada estado elige por voto directo un gobernador.
Cada estado se divide en condados, estos en payams y luego en bomas.

## Regiones

Las subdivisiones administrativas de Sudán del Sur se agruparon en las tres regiones históricas de:
Bar el Gazal
Ecuatoria
Gran Alto Nilo

### Bar el Gazal
La región de Bar el Gazal, en el noroeste de Sudán del Sur, incluye los estados de:
1. Bar el Gazal del Norte
2. Bar el Gazal Occidental
3. Lagos
4. Warab

De acuerdo con el censo de 2008, Bar el Gazal Occidental es el menos poblado de los estados de Sudán del Sur, disputada con la República del Sudán.

### Ecuatoria
La región de Ecuatoria, ubicada en el zona meridional de Sudán del Sur, incluye los estados de:
1. Ecuatoria Occidental
2. Ecuatoria Central
3. Ecuatoria Oriental

### Gran Alto Nilo
La región del Gran Alto Nilo, ubicada al noreste, incluye los estados de:
1. Junqali
2. Unidad
3. Alto Nilo

## Estados

Estados y áreas administrativas de Sudán del Sur.

Según los términos de un acuerdo de paz firmado el 22 de febrero de 2020, Sudán del Sur está dividido en diez estados, dos áreas administrativas (Pibor y Ruweng) y una área con estatus administrativo especial (Abyei). Los estados y las áreas administrativas se agrupan en las tres antiguas provincias históricas del Sudán: Bar el Gazal, Ecuatoria y Gran Alto Nilo. Cada estado está encabezado por un gobernador y las áreas administrativas están dirigidas por los administradores principales.
| Bandera | Estado o área           | Capital | Población (2010) | Superficie (km²) | Densidad (hab./km²) | Región         |
| ------- | ----------------------- | ------- | ---------------- | ---------------- | ------------------- | -------------- |
|         | Bar el Gazal del Norte  | Uwail   | 820 834          | 30 543.30        | 26.87               | Bar el Gazal   |
|         | Bar el Gazal Occidental | Wau     | 358 692          | 91 075.95        | 3.94                | Bar el Gazal   |
|         | Lagos                   | Rumbek  | 782 504          | 43 595.08        | 17.95               | Bar el Gazal   |
|         | Warab                   | Kuajok  | 1 044 217        | 45 567.24        | 22.92               | Bar el Gazal   |
|         | Ecuatoria Occidental    | Yambio  | 658 863          | 79 342.66        | 8.30                | Ecuatoria      |
|         | Ecuatoria Central       | Yuba    | 1 193 130        | 43 033           | 27.73               | Ecuatoria      |
|         | Ecuatoria Oriental      | Torit   | 962 719          | 73 472.1         | 13.10               | Ecuatoria      |
|         | Alto Nilo               | Malakal | 1 013 629        | 77 283.42        | 13.12               | Gran Alto Nilo |
|         | Junqali                 | Bor     | 1 228 824        | 80 926           | Por determinar      | Gran Alto Nilo |
|         | Unidad                  | Bentiu  | 399 105          | Por determinar   | Por determinar      | Gran Alto Nilo |
|         | Área de Abyei           | Abei    | 124 390          | 10 546           | Por determinar      | Bar el Gazal   |
|         | Área de Pibor           | Pibor   | 214 676          | 41 962           | Por determinar      | Gran Alto Nilo |
|         | Área de Ruweng          | Pariang | 246 360          | Por determinar   | Por determinar      | Gran Alto Nilo |

## Condados

Los condados de Sudán del Sur.

Los 10 estados y las 3 áreas administrativas de Sudán del Sur se dividen en 79 condados.